# Limonoide

Estructura química del prototipo limonoide limonina.

Los limonoides son fitoquímicos abundantes en frutos de cítricos y otras plantas de las familias Rutaceae y Meliaceae. Están bajo investigación por una amplia variedad de efectos terapéuticos, como antivirales, antifúngicos, antibacterianos, antineoplásicos y antimaláricos. Ciertos limonoides son insecticidas tales como la azadiractina del árbol de neem.
Son una subclase de terpenos (d-limoneno, pineno, eucalitol).
Químicamente consisten de variaciones de la estructura del núcleo de la furanolactona. La estructura prototipo consiste de 4 anillos de seis miembros y un anillo furano. Los limonoides son clasificados como tetranortriterpenos.
Los frutos de cítricos contienen los limonoides limonina, nomilina y ácido nomilinico, mientras que semillas y hojas del árbol de neem contienen el limonoide azadiractina, aunque las concentraciones más altas están en las semillas.
Los limonoides amargos de las frutas de cítricos, obacunona y limonina, poseen efectos quimiopreventivos en la carcinogénesis inducida de colon de ratas.